# Rita Macedo
(Nume spaniole: primul, numele de familie al tatălui : Macedo  , al doilea, numele de familie al mamei: Guzmán)
Rita Macedo, pe numele complet María de la Concepción Macedo Guzmán, (n. 21 aprilie 1925, Ciudad de México, Mexic – d. 5 decembrie 1993, Ciudad de México, Mexic) a fost o actriță mexicană de film, teatru și televiziune, care a făcut parte din așa-numita „epocă de aur a cinematografiei mexicane”.
Printre cele mai cunoscute filme ale sale se numără 

## Biografie
Numele ei la naștere a fost María de la Concepción Macedo Guzmán, iar ca artistă a fost cunoscută sub numele de Rita Macedo, părinții ei fiind Miguel Macedo Garmendia și scriitoarea Julia Guzmán Esparza. Rita Macedo și-a făcut debutul în film la vârsta de cincisprezece ani, în filmul Las cinco noches de Adán în 1942.
A primit Premiul Ariel pentru cea mai bună actriță în 1972 pentru rolul din filmul Tú, yo y nosotros și a fost nominalizată la Premiul TVyNovelas în 1991. A jucat pe diferite scene, precum Teatrul Sullivan, interpretând piesa Réquiem para una monja (Requiem pentru o călugăriță).
Suferind de depresie, s-a sinucis cu o armă de foc în decembrie 1993.

## Filmografie selectivă
- 1942 Las cinco noches de Adán, regia Gilberto Martínez Solares
- 1942 El ángel negro, regia Juan Bustillo Oro
- 1948 Rosenda, regia Julio Bracho
- 1948 El gallero, regia Emilio Gómez Muriel
- 1950 Duelo en las montañas, regia Emilio Fernández
- 1950 Por la puerta falsa, regia Fernando de Fuentes
- 1951 Salón de belleza, regia José Díaz Morales
- 1953 Las infieles, regia Alejandro Galindo
- 1955 Viața criminală a lui Arhibaldo de la Cruz (Ensayo de un crimen), regia Luis Buñuel
- 1955 La mujer ajena, regia Juan Bustillo Oro
- 1956 El medallón del crimen (El 13 de oro), regia Juan Bustillo Oro
- 1956 Haiducii din Rio Frio (Los Bandidos de Río Frío), regia Rogelio A. González
- 1957 Pies de Gato, regia Rogelio A. González
- 1956 Pueblo, canto y esperanza, regia Alfredo B. Crevenna, Rogelio A. González, Julián Soler
- 1957 Las últimas banderas, regia Luis Marquina
- 1958 Nazarín, regia Luis Buñuel
- 1960 Juana Gallo, regia Miguel Zacarías
- 1960 La estrella vacía, regia Emilio Gómez Muriel
- 1960 Una Bala es mi testigo, regia Chano Urueta
- 1961 Trandafirul alb (Rosa blanca), regia Roberto Gavaldón, după B. Traven
- 1961 El globero, regia René Cardona
- 1962 Cielo rojo, regia Gilberto Gazcón
- 1962 Îngerul exterminator (El ángel exterminador), regia Luis Buñuel
- 1963 A Bullet for Billy the Kid, regia Rafael Baledón
- 1963 Omul de hârtie (El hombre de papel), regia Ismael Rodríguez
- 1963 La maldición de la llorona, regia Ismael Rodríguez
- 1964 En la mitad del mundo, regia Ramón Pereda
- 1964 Neutron vs. the Maniac, regia Ramón Pereda
- 1966 Evadatul (El fugitivo), regia Emilio Gómez Muriel
- 1966 Nosotros los jóvenes, regia Roberto Rodríguez
- 1966 Hombres de roca, regia Raúl de Anda Jr.
- 1969 Paula, regia Abel Salazar
- 1971 Los corrompidos, regia Emilio Gómez Muriel
- 1971 El juicio de los hijos, regia Alfredo B. Crevenna
- 1972 Una mujer honesta, regia Abel Salazar
- 1972 Victoria, regia José Luis Ibáñez
- 1972 Tú, yo, nosotros, regia Gonzalo Martínez Ortega, Juan Manuel Torres, Jorge Fons
- 1972 El castillo de la pureza, regia Arturo Ripstein
- 1972 Los ángeles de la tarde, regia José Díaz Morales
- 1975 La otra virginidad, regia Juan Manuel Torres
- 1976 Espejismo de la ciudad, regia Julio Bracho
- 1979 Los indolentes, regia José Estrada
- 1981 Ángel del barrio, regia José Estrada
- 1984 Veneno para las hadas, regia Carlos Enrique Taboada
- 1992 Cambiando el destino, regia Gilberto de Anda